# 親和会 (住吉一家)
親和会（しんわかい）は、栃木県栃木市に本拠地を置くヤクザで、指定暴力団・住吉会の親睦団体。栃木一家初代と光京一家初代を中心に結成された栃木一家初代小松澤総長を会長、光京一家初代大町総長を最高顧問として結成された。
- 住吉連合会に入会。
  - 遠藤総長（光京一家二代目）と篠原親分（栃木初代貸元）が、中里一家先代との付き合いを利用して入会。理由は「堀会長の男気に惚れたため」という
  - 加盟後、小松澤と大町が名誉顧問に、遠藤が副会長に就任。

- 住吉会では、遠藤総長が渉外委員長に、栃木二代目が副会長に就任。
  - 小松澤と遠藤が五分の兄弟分を、幹部が二人の舎弟分を担っている

- 全盛期
  - 約千五百人の組員がいた
  - 遠藤総長（光京一家）は、堀会長から「東京に出て来い」と誘われたが丁重に断り、先代から引き継いだ縄張りを守りながら、兄弟分の小林会長や花田会長の黒子として渡世を張った。　
  - 遠藤と篠原は五分の兄弟だったが、篠原と小松澤は兄弟分ではなかった。が、遠藤が小松澤を持ち上げたために兄弟分となり、先代会長に恩義を果たした

- 上州須永一家が親和会入りを果たす

- 2007年
  - 野澤総長と大塚総長が執行部の役職に就任している
  - 親和会系が加茂田組・小西一家堀政連合・山健組兼一会系・山健組畑中系・弘道会東海興業系と抗争している
  - 光京家遠藤総長病死、大島八代目小室総長引退

## 歴代会長
- 初代 - 小松澤 繁（栃木一家初代）
- 二代目 - 小松澤英雄（住吉会常任相談役、栃木二代目。繁の実子）
- 三代目 - 大塚 勝（住吉会常任相談役、大和屋一家六代目）
- 四代目 - 洗 亨（住吉会本部長・五代目羽黒一家総長）

## 最高幹部
- 会長      - 小松澤英雄（栃木二代目）
- 会長代行  - 野澤文男（住吉会常任相談役、光京家三代目）
- 理事長　  - 川邉泰介（住吉会副会長、矢畑五代目）
- 相談役 　 - 大塚 勝（住吉会諮問委員長、大和屋六代目）
- 副会長　　- 滝田勝三（住吉会会長補佐、大島九代目）
- 会長補佐　- 加山守宏（住吉会副会長、勘助十二代目）
- 会長補佐　- 洗 亨（住吉会北関東統括長、羽黒五代目）
- 本部長　  - 斉藤力三（住吉会副会長補佐、田野七代目）※平成21年逝去
- 理事長補佐 - 桑子利雄（住吉会副会長、須永十二代目）
- 理事長補佐 - 阿久津勇夫（住吉会副会長、下馬木七代目）
- 理事長補佐 - 渡辺幸雄（住吉会副会長、泉八代目）
- 理事長補佐 - 山野井 保夫（住吉会副会長、武士七代目）
- 本家付　  - 石上倫久（住吉会副会長補佐、稲葉七代目）
- 本部付　  - 亀井康雄（住吉会副会長、栃木二代目代行）